# 达尼洛·路易斯·达席尔瓦
达尼洛·路易斯·达席尔瓦（葡萄牙語：Danilo Luiz da Silva；1991年7月15日—）简称达尼洛，是一名巴西職業足球員，司职右后卫。現效力于巴甲球會法林明高。巴西國家足球隊成員。

## 生平

### 俱乐部
达尼洛的职业生涯开始于阿美利加明尼路。 转会至桑托斯后，他在2011年南美解放者杯上的一粒关键进球帮助球队夺魁。2012年1月他前往欧洲的波尔图，跟随球队连续夺得了葡超冠军。2015年，他以3150万欧元的身价转会至皇家马德里。 2017年轉會至曼城，定位為替補。
尤文圖斯支付了3700萬歐元的轉會費後，達尼洛於2019年8月7日與意甲冠軍尤文图斯簽署了一份為期五年的合約。

### 國家隊
丹尼路在2011年就代表巴西青年队出战。跟随球队夺得了2011年国际足联U-20世界杯的冠军，和2012年奥运会的银牌。
丹尼路还入选了2018年俄罗斯世界杯的阵容。
2021年6月，他被列入巴西队参加2021年美洲杯的阵容。

## 荣誉

### 俱乐部
阿美利加
- 巴西足球丙级联赛：2009

 桑托斯
- 聖保羅州聯賽：2011
- 南美解放者杯：2011

 波尔图
- 葡萄牙足球超级联赛：2011–12、2012–13
- 葡萄牙超級盃：2013

 皇家马德里
- 欧洲冠军联赛：2015–16、2016–17

 曼城
- 英格蘭超級聯賽：2017–18年、2018–19年
- 英格蘭足總盃：2018-19
- 英格蘭聯賽盃：2017-18、2018-19
- 英格蘭社區盾：2018、2019

 尤文图斯
- 意大利足球甲级联赛冠軍：2020
- 義大利超級盃冠軍：2020
- 意大利盃冠軍：2020–21[4]

### 国家队
- 南美青年锦标赛: 2011
- U20世界盃足球賽: 2011
- 南美超级德比杯: 2011，2014
- 奥运会： 2012银牌[5]

### 个人
- 米内罗州联赛：2010 最佳新人[6]